# ایتودا، فوکوئوکا
ایتودا، فوکوئوکا (به لاتین: Itoda, Fukuoka) یک منطقهٔ مسکونی در ژاپن است که در استان فوکوئوکا واقع شده‌است. ایتودا  ۱۰٬۲۴۸ نفر جمعیت دارد.